# Неплавящиеся электроды
Неплавящиеся электроды – один из видов неметаллических электродов, или электродов сделанных из тугоплавких металлов. По виду материалов неплавящиеся электроды разделяются на вольфрамовые, угольные и графитовые.

## Особенности неплавящихся электродов
К основным отличительным особенностям неплавящихся электродов относится устойчивость дуги при любом токе и любой полярности и возможность  регулирования химического состава металла изменением угла наклона, скорости подачи и марки проволоки.

## Классификация неплавящихся электродов
В зависимости от применяемых материалов неплавящиеся электроды разделяются на три категории: вольфрамовые, угольные и графитовые.

### Угольные электроды
Угольные электроды производятся без омеднения или с омедненной поверхностью. Этот вид неплавящихся электродов используется в основном для воздушно-дуговой резки, а так же для удаления дефектов отливок, или уже выполненных прихваток и швов, для сварки разных металлов и других видов работ. По их предназначению и по сечению в разрезе выпускаются три вида марок угольных электродов: СК — сварочные круглые; ВДП — воздушно-дуговые ; ВДК — воздушно дуговые круглые.
Таблица диаметров и длин выпускаемых угольных электродов:
| Марка угольного электрода | Диаметры выпускаемых электродов, мм | Диаметры выпускаемых электродов, мм | Диаметры выпускаемых электродов, мм | Диаметры выпускаемых электродов, мм | Диаметры выпускаемых электродов, мм | Диаметры выпускаемых электродов, мм | Длина, мм |
| ------------------------- | ----------------------------------- | ----------------------------------- | ----------------------------------- | ----------------------------------- | ----------------------------------- | ----------------------------------- | --------- |
| СК                        | 4                                   | 6                                   | 8                                   | 10                                  | 15                                  | 18                                  | 250±10    |
| ВДК                       | 6                                   | 6                                   | 8                                   | 10                                  | 12                                  | 12                                  | 300±10    |
| ВДП                       | 12х5                                | 12х5                                | 12х5                                | 18х5                                | 18х5                                | 18х5                                | 350±10    |

### Вольфрамовые электроды
Неплавящиеся электроды изготовленные из вольфрама в основном применяются для аргонодуговой сварки. Могут состоять полностью из вольфрама, а также содержать смеси. Имеют повышенную износостойкость. Вольфрамовые электроды из чистого вольфрама обычно используют для сварки на переменном токе, а электроды с активирующими добавками для сварки на переменном и постоянном токе прямой и обратной полярности.

#### Классификация вольфрамовых электродов по составу добавок (классификация по ГОСТ)
В зависимости от состава добавок или их отсутствия вольфрамовые электроды подразделяются на четыре типа:
1. ЭВЛ — лантанированный вольфрам (с добавкой оксида лантана до 2%);
2. ЭВИ — иттрированный вольфрам (с добавкой оксида иттрия до 2%);
3. ЭВТ — торированный вольфрам (с добавкой диоксида тория до 1,5%);
4. ЭВЧ — вольфрам без добавок[5].

#### Цветовая маркировка вольфрамовых электродов по способу применения (классификация по ISO)

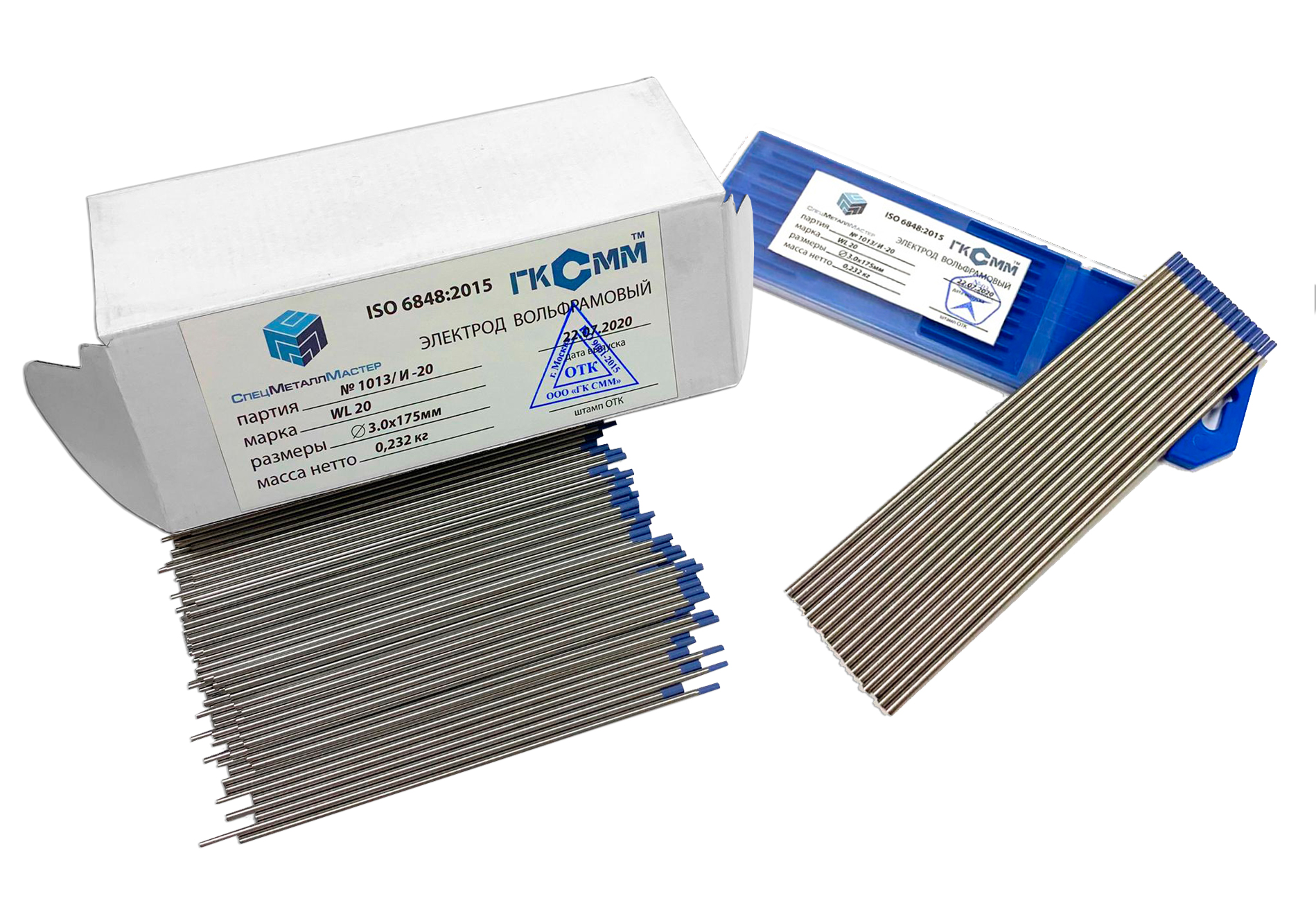
Сварочные вольфрамовые электроды марки WL 20 ГК СММ тм (синие)

- WP (зеленый). С помощью этого электрода осуществляется сварка переменным током. Такой электрод предназначен для сварки алюминия, магния и сплавов.
- WT-20 (красный). Сварка осуществляется постоянным током. Такой вид электрода используют для сварки низколегированных, углеродистых, нержавеющих сталей.
- WC-20 (серый). Сварка постоянным и переменным током. В основном, такие электроды используют для сварки практически всех видов стали, так как эта марка является универсальной.
- WL-15 (золотой). Сварки осуществляется постоянным и переменным током. Используется для сварки нержавеющей стали и легированной.
- WL-20 (синий). Процесс сварки происходит при постоянном и переменном токе. Подходит для нержавейки и ламинированной стали.
- WY-20 (темно-синий). Сварка осуществляется при постоянном токе. Такой электрод подходит для углеродистой, низколегированной, нержавеющей стали, а также меди, титана.
- WZ-8 (белый). Процесс сварки происходит переменным током. Такой вид электрода применяют для сварки алюминия, магния.

### Графитовые электроды
Для дуговой сварки и резки графитовые электроды специально не выпускаются. Их делают путем разрезания и обтачивания графитизированных электродов, которые выпускаются по ГОСТ4426-62. Графитизированные электроды применяются в рудно-термических и сталеплавильных печах дугового типа для выплавки ферро- и специальных сплавов, низкоуглеродистых и высоколегированных сталей, поскольку они превосходят по качеству угольные проводники электрического тока благодаря тому, что  сам материал, используемый в графитизированных электродах, проходит дополнительную термическую обработку путем нагрева до +2500 градусов С. В результате такого действия электрическое сопротивление снижается до 6 раз, а плотность тока до 3 раз.

## Достоинства и недостатки
Среди достоинств неплавящихся электродов выделяются следующие:
- Металл практически не деформируется при сварке или резке.
- Сварной шов получается качественным и долговечным.
- Работа выполняется быстро и не требует высокой квалификации.

Недостатки:
- Защитный газ охотно выдувается из сварочной зоны, что затрудняет работу на улице или в полуоткрытых цехах.
- Перед сварочными работами нужно тщательно подготовить металл, иначе качество шва будет неудовлетворительным.
- Детали нужно зачищать, если производится розжиг вне сварочной зоны[7].